# Sa’id at-Tanku
Sa’id at-Tanku, Saïd Tango (ar. سعيد الطانكو; ur. 24 marca 1971) – marokański zapaśnik walczący w stylu klasycznym. Olimpijczyk z Barcelony 1992, gdzie zajął dziesiąte miejsce w kategorii 52 kg.
Siódmy na igrzyskach śródziemnomorskich w 1991. Dwukrotny medalista mistrzostw Afryki, złoto w 1994. Brązowy medalista igrzysk frankofońskich w 1994 roku.
- Turniej w Barcelonie 1992

Przegrał wszystkie walki, kolejno z Amerykaninem Shawnem Sheldonem, Ramonem Meñą z Panamy i Raúlem Martínezem z Kuby.